# Essars
Essars is een gemeente in het Franse departement Pas-de-Calais (regio Hauts-de-France). De plaats maakt deel uit van het arrondissement Béthune. Essars telde op 1 januari 2022 1.765 inwoners.

## Geografie
De oppervlakte van Essars bedroeg op 1 januari 2022 3,72 vierkante kilometer; de bevolkingsdichtheid was toen 474,5 inwoners per km².

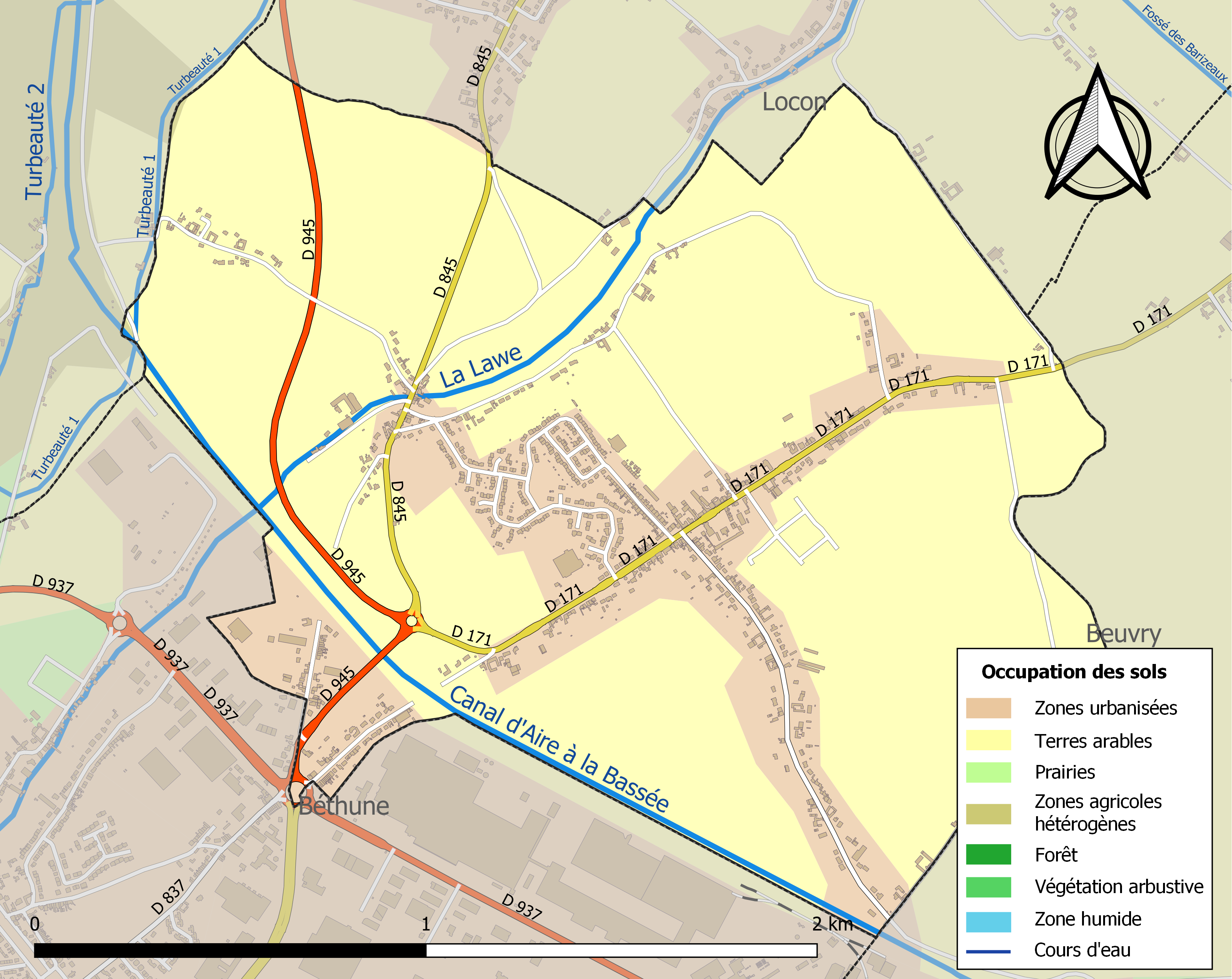
Kaart van de gemeente met belangrijkste infrastructuur, bodemgebruik en omliggende gemeenten

## Demografie
Onderstaande figuur toont het verloop van het inwonertal (bron: INSEE-tellingen).